# Xbox

Logo konsoli

Xbox (wym. [ˈɛksbɒks]) – konsola gier wideo wyprodukowana przez amerykańskie przedsiębiorstwo Microsoft.

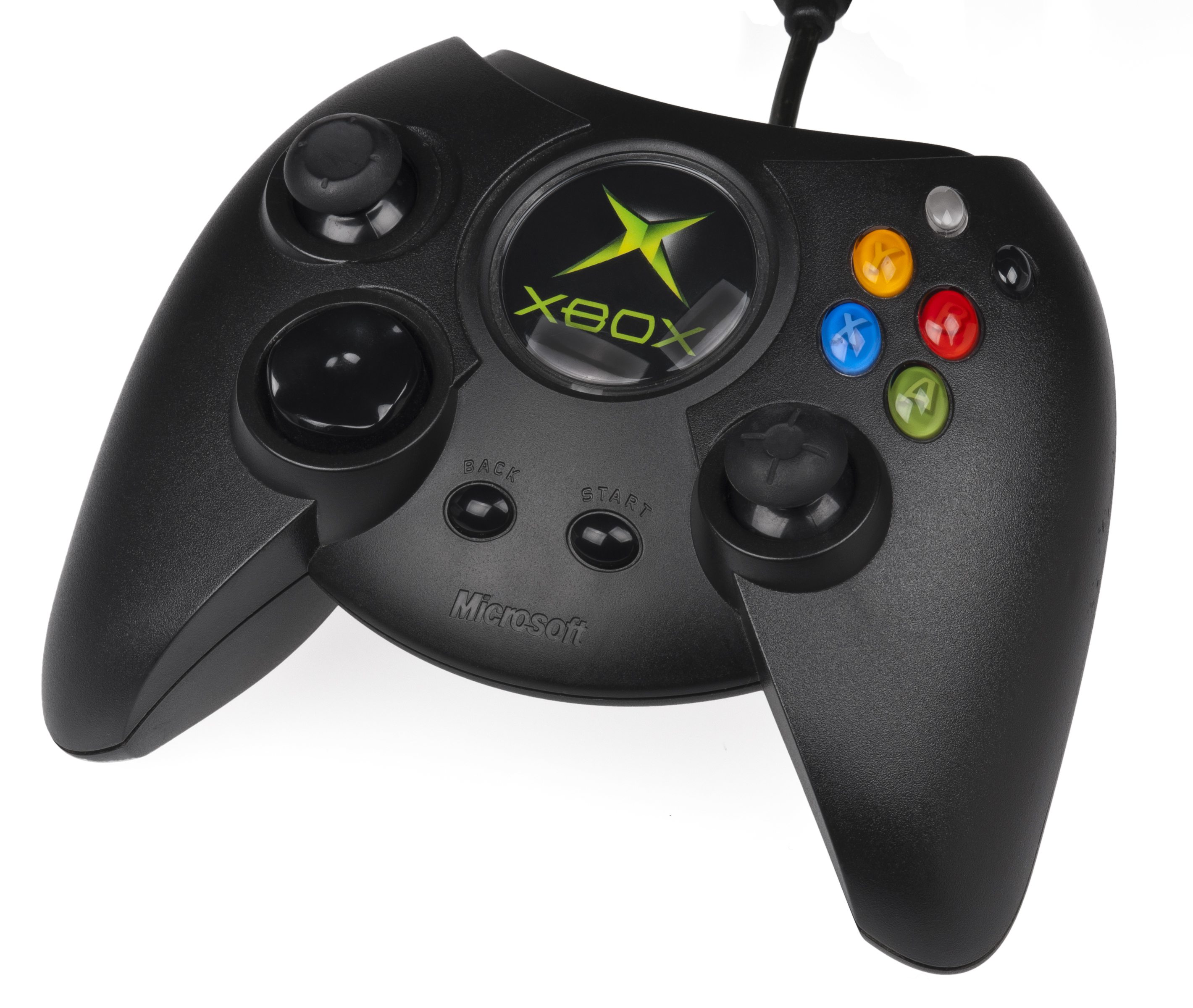
Oryginalny kontroler Duke

Sprzedaż urządzenia rozpoczęto w listopadzie 2001 roku. Xbox był pierwszą konsolą Microsoftu. Sprzęt pojawił się na rynku po premierze konkurencyjnej konsoli PlayStation 2, wyprodukowanej przez koncern Sony, a przed premierą GameCube’a zaprojektowanego przez Nintendo. Oba te przedsiębiorstwa miały już pewne doświadczenie na rynku konsol i przywiązanych do nich użytkowników, lecz głównymi rynkami odbiorczymi dla produktu Microsoftu stały się Stany Zjednoczone i Europa, które dotychczas zdominowane były przez urządzenia z Japonii. W listopadzie 2005 na rynku pojawił się następca Xboksa – Xbox 360. W 2009 roku przedstawiciele Microsoftu oświadczyli, że wsparcie dla konsoli Xbox zostanie zakończone. 15 kwietnia 2010 wyłączono usługę Xbox Live dla pierwszego Xboxa.
Według danych z 2012 roku na całym świecie sprzedano ok. 24 miliony egzemplarzy konsoli.

## Historia
Kiedy Sony Computer Entertainment po raz pierwszy zaprezentowało PlayStation 2 w 1999 roku, firma promowała konsolę jako centralny element domowej rozrywki, ponieważ nie tylko pozwalała na granie w gry wideo, ale także mogła odtwarzać płyty CD i DVD. Microsoft, który, głównie zajmował się rynkiem PC postrzegał PlayStation 2 jako zagrożenie dla komputerów osobistych.
Czterej inżynierowie z zespołu Microsoftu ds. DirectX - Kevin Bachus, Seamus Blackley, Ted Hase i lider zespołu Otto Berkes - zaczęli projektować konsolę Microsoftu, która mogłaby konkurować z PlayStation 2. Zaprojektowali system, który wykorzystywałby wiele komponentów sprzętowych wspólnych z komputerami PC. Takie podejście ułatwiłoby programistom korzystającym z systemu Windows tworzenie i portowanie gier dla nowej konsoli. Sugerowano wiele nazw dla tej konsoli, w tym "DirectX Box" i "Windows Entertainment Project". Zespół marketingowy Microsoftu przeprowadził ankiety konsumenckie dotyczące tej nazwy, ale ku zaskoczeniu firmy najczęściej wskazywano skrótowiec od tej pierwszej nazwy, czyli Xbox. Ostatecznie konsola przyjęła właśnie taką nazwę.
Pierwszy Xbox został oficjalnie zapowiedziany w marcu 2000 roku, w odpowiedzi na premierę PS2.  Sprzedaż konsoli rozpoczęto w listopadzie 2001 roku w USA i w marcu 2002 roku w Europie. Polska premiera miała miejsce dopiero w 2004 roku.
Następca Xboxa, Xbox 360, został oficjalnie zapowiedziany 12 maja 2005 roku na antenie MTV.  Natomiast został wydany w Ameryce Północnej 22 listopada 2005 roku. Nvidia zaprzestała produkcji procesora graficznego dla Xboksa w sierpniu 2005 roku, co oznaczało koniec dalszej produkcji Xboksa. Ostatnią grą na konsolę Microsoftu był Madden NFL 09 wydany w sierpniu 2008 roku. Pomoc techniczna dla konsol Xbox po okresie gwarancji została zakończona 2 marca 2009 roku. Natomiast wsparcie dla usługi Xbox Live na konsoli zakończyło się 15 kwietnia 2010 roku.

## Specyfikacja
- procesor: zmodyfikowana wersja Pentium III pracująca z częstotliwością 733 MHz (FSB 133 MHz z obsługą MMX i SSE, gniazdo Socket 495, 180 nm, 32 KB L1 cache, 128 KB L2 cache)[16]
- procesor graficzny: zmodyfikowany GeForce 3 NV2A 233 MHz
- RAM: 64 MB DDR dzielone pomiędzy procesor i układ graficzny
- audio: Nvidia MPCX 64-bit (Dolby Digital 5.1)
- HDD: 8 lub 10 GB (sformatowane do pojemności 8 GB), system plików FATX
- sieć: 10/100 Ethernet
- obsługiwane rozdzielczości: 480i, 576i 480p, model NTSC dodatkowo: 720p, 1080i
- kontrolery: 4 porty USB w wersji 1.1 (nie jest w 100% zgodne ze specyfikacją) z niestandardowym wtykiem
- waga: 3,86 kg

Jest to pierwsza konsola, w której zastosowano dysk twardy do zapisywania stanów gier, zamiast kosztownych kart pamięci o niewielkiej pojemności. Dysk twardy jest wykorzystywany również do kopiowania danych z płyty DVD w celu przyspieszenia dostępu do danych. Konsola obsługiwała również tradycyjne karty pamięci. Wbudowany port ethernet oraz sieciowa usługa Xbox Live pozwala na łatwą grę wieloosobową.